# 江上栄子
江上 栄子（えがみ えいこ、1935年9月28日 - ）は、日本の料理研究家。江上料理学院学院長、一般社団法人全国料理学校協会理事、特定非営利活動法人NPO日本食育インストラクター協会副理事長、東日本料理学校協会名誉会長。フランスチーズ鑑評騎士の会（チーズシュバリエ）理事長。フランス政府より農事勲章オフィシェを受賞。

## 概要
高名な料理研究家であった江上トミの長男と結婚し、トミの死後にトミが創設した江上料理学院院長を継いだ。
日本テレビの「キユーピー3分クッキング」に1981年4月-1985年3月までの4年間と、1988年8月6日・8月13日・8月20日・8月27日の毎週土曜日、1989年10月-1992年
10月までの3年間と1995年4月- 1996年3月までの1年間（合計で8年間と4日）出演し、レギュラー講師と土曜日・講師、隔週土曜日の講師を務めた。
また、「トリビアの泉」（2005年11月23日放送）のコーナー「トリビアの種」で「料理の専門家が最も美味しいと認める冷や飯に合うカップラーメンの残り汁は？」の検証審査員を、平野雅章（食物史家）、見田盛夫（料理評論家）、アンドレ・パッション（レストラン「パッション」オーナーシェフ）。）と共に務めた。

## 来歴

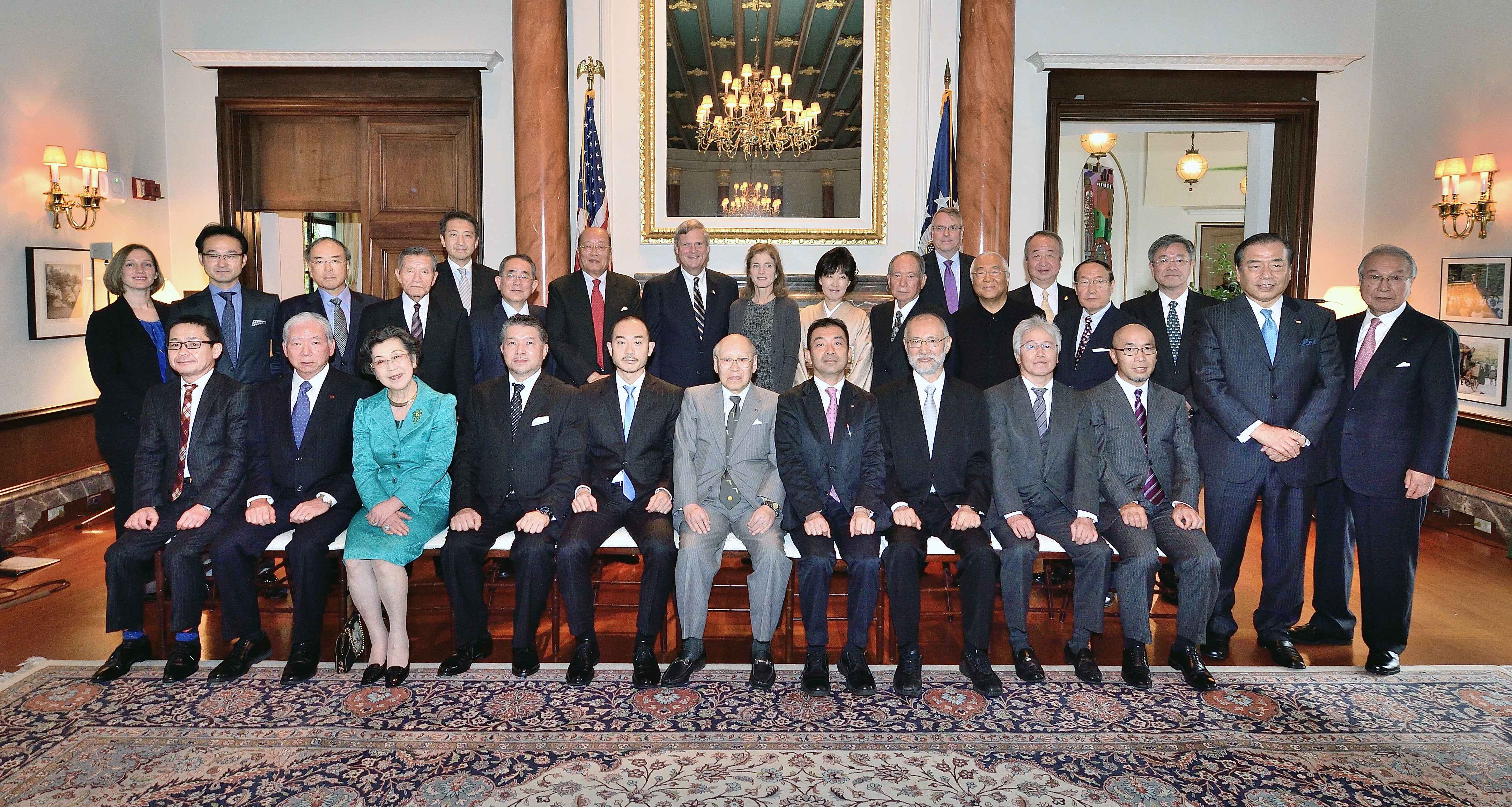
2015年11月20日、アメリカ合衆国農産物貿易の殿堂顕彰式にて農務長官トマス・ジェイムズ・ヴィルサック、日本駐箚特命全権大使キャロライン・ケネディ、および、歴代顕彰者らと

佐賀県有田焼の窯元「香蘭社」の深川家出身。青山学院大学文学部米英文学科卒業、フランス・パリのコルドンブリュー料理学校最終課程卒業。フランスチーズ鑑評騎士の会理事長を務め、2002年にフランスより「農事功労賞」を与えられているなど海外との関わりもある。また、漆工協会理事を務め、経済産業省の伝統的工芸品産地プロデューサーを務めるなど食器にも造詣が深い。

## 著書
- 「ホームクッキング第4」（家庭料理）共著：飯田深雪、河野貞子（講談社、1961年）
- 「江上トミの料理の世界」共著：江上トミ（主婦の友社、1963年）
- 「四季のおべんとう 冬の号」共著：江上トミ（大門出版、1968年）
- 「四季のおべんとう 春の号」共著：江上トミ（大門出版、1968年）
- 「四季のおべんとう 夏の号」共著：江上トミ（大門出版、1968年）
- 「四季のおべんとう 秋の号」共著：江上トミ（大門出版、1968年）
- 「春の西洋料理:四季のおかず」共著：江上トミ（大門出版、1969年）
- 「春の中華料理:四季のおかず」共著：江上トミ（大門出版、1969年）
- 「春の日本料理:四季のおかず」共著：江上トミ（大門出版、1969年）
- 「秋の西洋料理:四季のおかず」共著：江上トミ（大門出版、1969年）
- 「秋の中華料理:四季のおかず」共著：江上トミ（大門出版、1969年）
- 「秋の日本料理:四季のおかず」共著：江上トミ（大門出版、1969年）
- 「夏の西洋料理:四季のおかず」共著：江上トミ（大門出版、1969年）
- 「夏の中華料理:四季のおかず」共著：江上トミ（大門出版、1969年）
- 「夏の日本料理:四季のおかず」共著：江上トミ（大門出版、1969年）
- 「四季のおかず 日本料理編」共著：江上トミ（大門出版、1970年）
- 「四季のおべんとう」共著：江上トミ（大門出版、1970年）
- 「中華風おかず 冬」（四季のおかず）共著：江上トミ（大門出版、1973年）
- 「和風おかず 冬」（四季のおかず）共著：江上トミ（大門出版、1973年）
- 「洋風おかず 冬」（四季のおかず）共著：江上トミ（大門出版、1973年）
- 「中華風おかず 夏」（四季のおかず）共著：江上トミ（大門出版、1973年）
- 「和風おかず 夏」（四季のおかず）共著：江上トミ（大門出版、1973年）
- 「洋風おかず 夏」（四季のおかず）共著：江上トミ（大門出版、1973年）
- 「中華風おかず 春」（四季のおかず）共著：江上トミ（大門出版、1973年）
- 「和風おかず 春」（四季のおかず）共著：江上トミ（大門出版、1973年）
- 「洋風おかず 春」（四季のおかず）共著：江上トミ（大門出版、1973年）
- 「中華風おかず 秋」（四季のおかず）共著：江上トミ（大門出版、1973年）
- 「和風おかず 秋」（四季のおかず）共著：江上トミ（大門出版、1973年）
- 「洋風おかず 秋」（四季のおかず）共著：江上トミ（大門出版、1973年）
- 「野菜料理全科」（家の光協会、1974年）
- 「たのしい家庭の菓子」（婦人画報社、1975年）
- 「スナック:現代風の一品料理」（マイライフシリーズ）（グラフ社、1976年）
- 「わたしのヨーグルトクック:ティーンのためのクッキングブック」（レモンエイジ・シリーズ）（講談社、1981年6月）
- 「自慢のおべんとう:忘れられない味 とっておきの作り方」（プレイブックス）（青春出版社、1981年9月）
- 「男のグルメ虎の巻:知っておきたい、作ってみたい、楽しみたい」（Tomo books plus）（主婦の友社、1984年4月）
- 「江上栄子の洋風おかず:3分クッキングヒット料理集」（日本テレビ放送網、1985年3月）
- 「決定版 毎日の家庭料理:おかずからお菓子まで全1000頁」共著：江上トミ（大門出版、1985年6月）
- 「彼と私のラブラブクッキング:基本の基本99メニュー"お台所一年生"でも『手早くおいしく』つくれちゃう」（大和出版、1986年10月）
- 「ドーマウスくんの大きくなる料理」（チャイルドクッキング）構成:原アイコ（筑摩書房、1987年7月）
- 「ドーマウスくんのきれいになる料理」（チャイルドクッキング）構成：原アイコ（筑摩書房、1987年7月）
- 「ドーマウスくんのパワーアップ料理」（チャイルドクッキング）構成：原アイコ（筑摩書房、1987年7月）
- 「ドーマウスくんの料理入門」（チャイルドクッキング）構成：原アイコ（筑摩書房、1987年7月）
- 「スパゲティとピザ」（マイライフシリーズ特集版）共著：江上佳奈美（グラフ社、1992年5月）
- 「お料理安心ノート」（文化出版局、1993年12月）
- 「クッキング1年生:これだけは知っておきたい 基本の基本99メニュー」（大和出版、1994年3月）
- 「男の台所:あなたにもできる 入門編」（女子栄養大学出版部、1994年7月）
- 「牛乳・乳製品:薬効たっぷり元気に長生き ミルク・チーズ・ヨーグルト おいしいクスリ」共著：中沢勇二（保健同人社、1995年10月）
- 「キッチン漢方ハンドブック:身近にある食材で健康管理」共著：猪越恭也（PHP研究所、2001年4月）
- 「うちの合わせ技 みそでつくる元気食―驚異のみそパワーを毎日の食卓に!!健康&美容のレシピ110」（誠文堂新光社、2003年4月）
- 「60歳からの料理事始め」（主婦と生活社、2005年10月）
- 「絶対に役に立つ、料理の基本:初めて台所に立つ人のために.」（レタスクラブムック）（角川コミュニケーションズ、2007年11月）
- 「これだけは作りたい、人気のおかず:初めて台所に立つ人のために.」（レタスクラブムック）（角川コミュニケーションズ、2007年11月）
- 「くり返し作りたい、基本のおかず:初めて台所に立つ人のために.」（レタスクラブムック）（角川コミュニケーションズ、2008年5月）
- 「ぱぱっと作れる簡単おつまみ:初めて台所に立つ人のために.」（レタスクラブムック）（角川コミュニケーションズ、2008年7月）
- 「キッチン漢方の底力」（学びやぶっく;53・せいかつ）共著：猪越恭也（明治書院、2011年3月）
- 「江上料理学院90年のベストレシピ100」共著：江上佳奈美（東京書院、2017年10月）

## テレビ出演
- 「川崎敬三の料理ジョッキー」（NETテレビ、1971年4月7日）[2]
- 「キユーピー3分クッキング」（日本テレビ）

1981年4月 - 1985年3月・レギュラー講師
1988年8月6日・8月13日・8月20日・8月27日・毎週土曜日の《番組特集》「学校給食のメニューから」講師
1989年10月 - 1992年10月・レギュラー講師
1995年4月 - 1996年3月・隔週土曜日・「”トライ!シリーズ“」講師
- 「きょうの料理」（NHK）
- 「一枚の写真」（1991年4月22日、フジテレビ）